# Grand Prix moto des Nations 1954
Le Grand Prix moto des Nations, connu également sous le nom de Grand Prix d'Italie 1954 est le huitième rendez-vous de la saison 1954 du championnat du monde de vitesse. Il s'est déroulé sur l'Autodromo Nazionale di Monza du 10 au 12 septembre 1954.
C'est la 32e édition du Grand Prix moto des Nations et la 6e édition comptant pour le championnat du monde.

## Classement final 500 cm³
| Pos. | Pilote                   | Moto       | Temps/Écart       | Points |
| ---- | ------------------------ | ---------- | ----------------- | ------ |
| 1    | Geoff Duke               | Gilera     | 1 h 07 min 32 s 9 | 8      |
| 2    | Umberto Masetti          | Gilera     | +16 s 5           | 6      |
| 3    | Carlo Bandirola          | MV Agusta  | +1 min 00 s 2     | 4      |
| 4    | Dickie Dale              | MV Agusta  | +1 min 00 s 5     | 3      |
| 5    | Reg Armstrong            | Gilera     | +1 min 17 s 6     | 2      |
| 6    | Ken Kavanagh             | Moto Guzzi | +1 tour           | 1      |
| 7    | Ray Amm                  | Norton     | +1 tour           |        |
| 8    | Bill Lomas               | MV Agusta  | +1 tour           |        |
| 9    | Fergus Anderson          | Moto Guzzi | +1 tour           |        |
| 10   | Luigi Taveri             | MV Agusta  | +1 tour           |        |
| 11   | Jack Brett               | Norton     | +1 tour           |        |
| 12   | Nello Pagani             | MV Agusta  | +1 tour           |        |
| 13   | Walter Zeller            | BMW        | +1 tour           |        |
| 14   | Tito Forconi             | Gilera     | +3 tours          |        |
| Nc.  | Paolo Campanelli         | Gilera     | +7 tours          |        |
| Nc.  | Lodovico Facchinelli     | Gilera     | +9 tours          |        |
| Abd. | Dante Bianchi            | Moto Guzzi | Abandon           |        |
| Abd. | Enrico Galante           | Norton     | Abandon           |        |
| Abd. | Jack Ahearn              | Norton     | Abandon           |        |
| Abd. | Georges Burgraff         | Norton     | Abandon           |        |
| Abd. | Libero Liberati          | Gilera     | Abandon           |        |
| Abd. | Alano Montanari          | Moto Guzzi | Abandon           |        |
| Abd. | Francis Flahout          | Norton     | Abandon           |        |
| Abd. | Pierre Monneret          | Gilera     | Abandon           |        |
| Abd. | Georg Braun              | Horex      | Abandon           |        |
| Abd. | Rod Coleman              | AJS        | Abandon           |        |
| Abd. | Dino Fagiolini           | Moto Guzzi | Abandon           |        |
| Abd. | Francesco Guglielminetti | Norton     | Abandon           |        |
| Abd. | Antonio Ronchei          | Norton     | Abandon           |        |

## Classement final 350 cm³
| Pos. | Pilote            | Moto       | Temps/Écart   | Points |
| ---- | ----------------- | ---------- | ------------- | ------ |
| 1    | Fergus Anderson   | Moto Guzzi | 55 min 25 s 7 | 8      |
| 2    | Enrico Lorenzetti | Moto Guzzi | +0 s 5        | 6      |
| 3    | Ken Kavanagh      | Moto Guzzi | +0 s 6        | 4      |
| 4    | Duilio Agostini   | Moto Guzzi | +1 s          | 3      |
| 5    | Ray Amm           | Norton     | +5 s 6        | 2      |
| 6    | Jack Brett        | Norton     | +7 s          | 1      |
| 7    | Arthur Wheeler    | AJS        | +8 s 2        |        |
| 8    | Luigi Taveri      | Norton     | +2 tours      |        |
| 9    | H. Barri          | AJS        | +2 tours      |        |
| 10   | Erwin Aldinger    | Horex      | +2 tours      |        |
| Nc.  | ...               | ...        | Non classé    |        |
| Nc.  | ...               | ...        | Non classé    |        |
| Abd. | Wick              | ...        | Abandon       |        |
| Abd. | Wood              | ...        | Abandon       |        |
| Abd. | Hans Haldemann    | Norton     | Abandon       |        |
| Abd. | Kurt Knopf        | ...        | Abandon       |        |
| Abd. | Rod Coleman       | AJS        | Abandon       |        |
| Abd. | Jack Ahearn       | Norton     | Abandon       |        |

## Classement final 250 cm³
| Pos. | Pilote            | Moto       | Temps/Écart     | Points |
| ---- | ----------------- | ---------- | --------------- | ------ |
| 1    | Arthur Wheeler    | Moto Guzzi | 50 min 51 s 3   | 8      |
| 2    | Romolo Ferri      | Moto Guzzi | +7 s            | 6      |
| 3    | Kurt Knopf        | NSU        | +50 s 8         | 4      |
| 4    | Roberto Colombo   | Moto Guzzi | +53 s 1         | 3      |
| 5    | Tommy Wood        | Moto Guzzi | +1 min 29 s 4   | 2      |
| 6    | Angelo Marelli    | Moto Guzzi | +2 min 21 s 4   | 1      |
| 7    | Ermanno Ozino     | Moto Guzzi | +2 min 21 min 4 |        |
| 8    | Guido Paciocca    | Moto Guzzi | +2 min 21 min 9 |        |
| 9    | Dino Fagiolini    | Moto Guzzi | +2 tours        |        |
| Abd. | Berry             | ...        | Abandon         |        |
| Abd. | Georg Braun       | NSU        | Abandon         |        |
| Abd. | Guido Sala        | ...        | Abandon         |        |
| Abd. | Adelmo Mandolini  | Moto Guzzi | Abandon         |        |
| Abd. | Lanfranco Baviera | Moto Guzzi | Abandon         |        |

## Classement final 125 cm³
| Pos. | Pilote            | Moto       | Temps/Écart   | Points |
| ---- | ----------------- | ---------- | ------------- | ------ |
| 1    | Guido Sala        | MV Agusta  | 41 min 16 s 4 | 8      |
| 2    | Tarquinio Provini | FB Mondial | +50 s 4       | 6      |
| 3    | Carlo Ubbiali     | MV Agusta  | +56 s 4       | 4      |
| 4    | Massimo Genevini  | MV Agusta  | +2 tours      | 3      |
| 5    | Franco Bertoni    | MV Agusta  | +2 tours      | 2      |
| 6    | Willi Scheidhauer | MV Agusta  | +2 tours      | 1      |
| 7    | Gerrit Dupont     | MV Agusta  | +3 tours      |        |
| Nc.  | Pierre Michel     | Michel     | Non classé    |        |
| Nc.  | Georges Burgraff  | MV Agusta  | Non classé    |        |
| Abd. | Roberto Colombo   | MV Agusta  | Abandon       |        |
| Abd. | Angelo Copeta     | MV Agusta  | Abandon       |        |
| Abd. | Pagani            | ...        |               |        |
| Abd. | René Bétemps      | ...        | Abandon       |        |
| Abd. | Cecil Sandford    | MV Agusta  | Abandon       |        |

## Classement final side-car
| Pos. | Pilote           | Passager           | Moto   | Temps/Écart   | Points |
| ---- | ---------------- | ------------------ | ------ | ------------- | ------ |
| 1    | Wilhelm Noll     | Fritz Cron         | BMW    | 40 min 19 s 7 | 8      |
| 2    | Cyril Smith      | Stanley Dibben     | Norton | +54 s 9       | 6      |
| 3    | Willy Faust      | Karl Remmert       | BMW    | +2 min 06 s 2 | 4      |
| 4    | Jacques Drion    | Inge Stoll-Laforge | BMW    | +2 min 06 s 3 | 3      |
| 5    | Fritz Hillebrand | Manfred Grunwald   | BMW    | +1 tour       | 2      |
| 6    | René Bétemps     | André Drivet       | Norton | +1 tour       | 1      |
| 7    | Albino Milani    | Giuseppe Pizzocri  | Gilera | +1 tour       |        |
| 8    | Edgar Strub      | J. von Arx         | Norton | +1 tour       |        |
| 9    | Luigi Marcelli   | Spartaco Ricci     | Norton | +2 tours      |        |
| 10   | ...              | ...                | ...    | + ?           |        |